# Socata TB-30
Pour les articles homonymes, voir Epsilon (homonymie).
Le Socata TB-30 Epsilon est un avion d'entraînement militaire monomoteur à hélices conçu et produit par la société française Socata.

## Description et conception

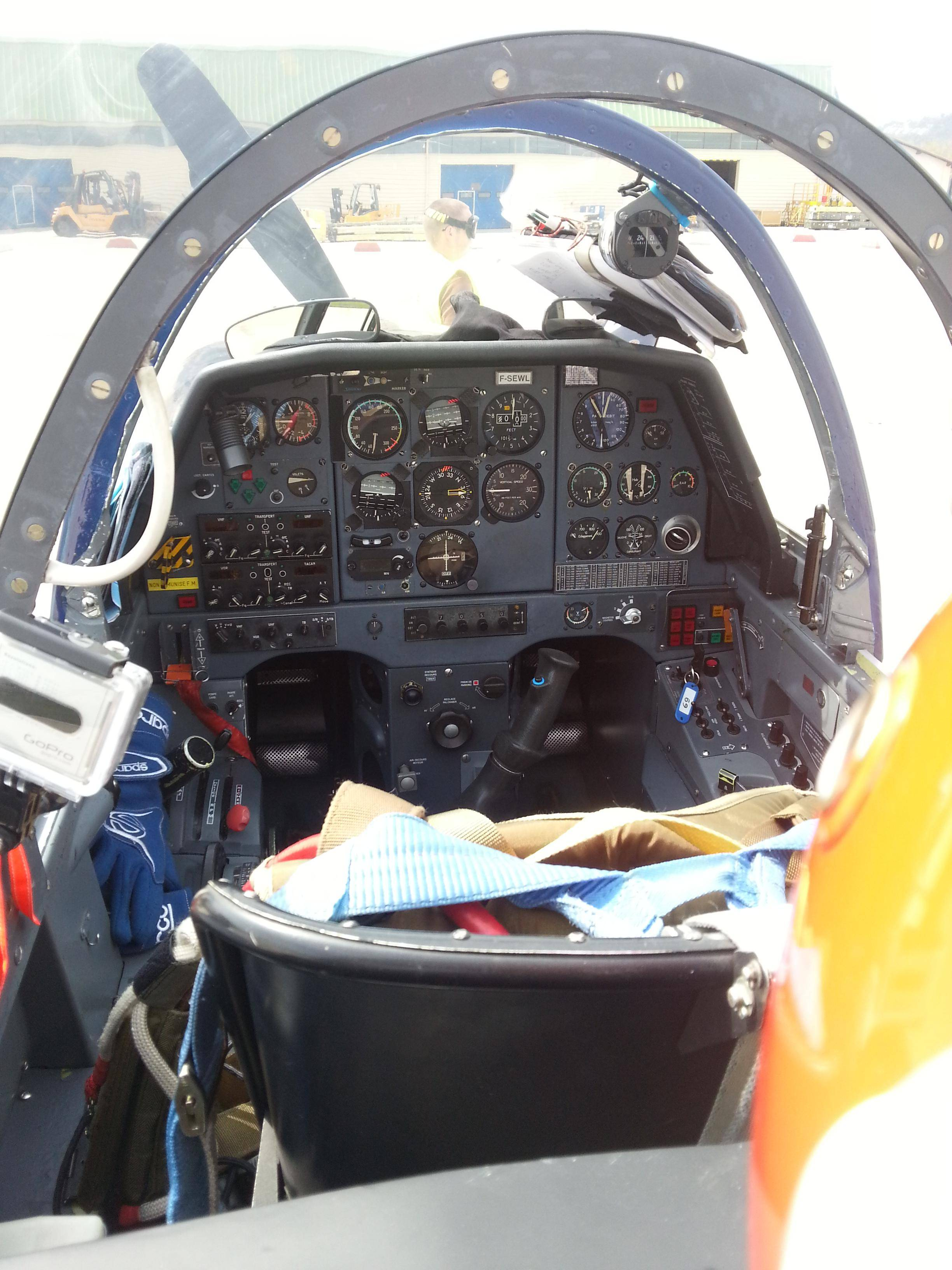
Poste pilote du Socata TB-30 Epsilon

Conçu en collaboration avec l'Armée de l'air française, le TB-30 Epsilon est destiné à l'apprentissage des futurs pilotes, permettant une première étape de formation plus rationnelle et économique que le passage direct sur jet. Le cockpit, biplace en tandem, présente une grande similitude avec celui d'un avion de combat.
Le moteur à pistons est équipé d'une magnéto simple à double rotors.
L'hélice est équipée d'un système de changement de pas simplifié ; en effet, le déplacement vers petit pas est effectué par une pression d'huile, la coupure de cette pression d'huile entraîne le déplacement des pales vers grand pas. Ce déplacement vers grand pas est obtenu grâce à des contrepoids judicieusement placés sur les pieds de pales. La force centrifuge entraîne la rotation des pales.
Le premier prototype du TB-30 a effectué son premier vol le 22 décembre 1979, mais l'avion a été ensuite profondément remanié et n'est entré en service dans l'Armée de l'air que le 7 juin 1984. Il est devenu avec l'Alpha Jet le principal avion d'entraînement de l'Armée de l'air française, mais a aussi connu une carrière à l'exportation : le Portugal l'a construit sous licence.

## Opérateurs
Portugal

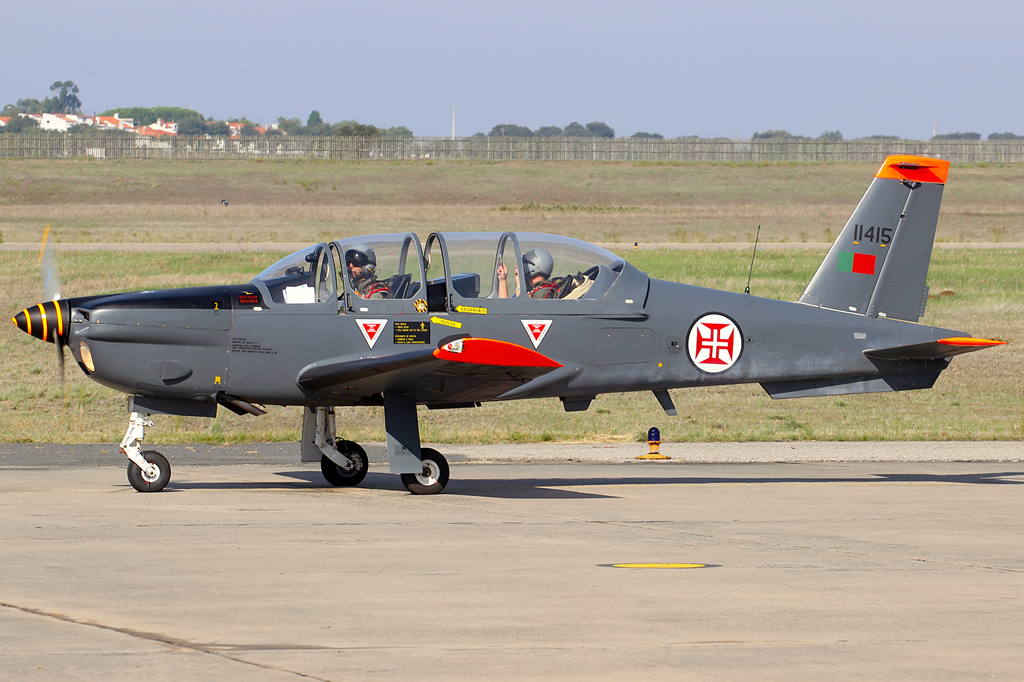
Socata TB-30 Epsilon de la Força Aérea Portuguesa

- Force aérienne portugaise - 14 en service (2019) sur 18 reçus à partir de 1988[1], assemblés localement sous licence par la société OGMA[2]. Deux accidents ont couté la vie à l'équipage en 1991 et 1993[3].

 Sénégal
- Armée de l'air sénégalaise - 7 en service (2023) sur 9 reçus d'occasion (dont au moins trois offerts) à partir de mars 2006[1]. Deux ont été livrés en mai 2019 et trois en décembre 2022. Ils sont en service à l’École de l’armée de l’air de Thiès.

 Togo
- Force aérienne togolaise - 2 en service (2018) sur 3 TB-30A Epsilon (version armée, utilisée uniquement par le Togo) livrés en 1986 et un autre livré plus tard en remplacement d'un appareil accidenté. Un appareil s'écrase fin septembre 2017[4].

### Ancien utilisateur
France

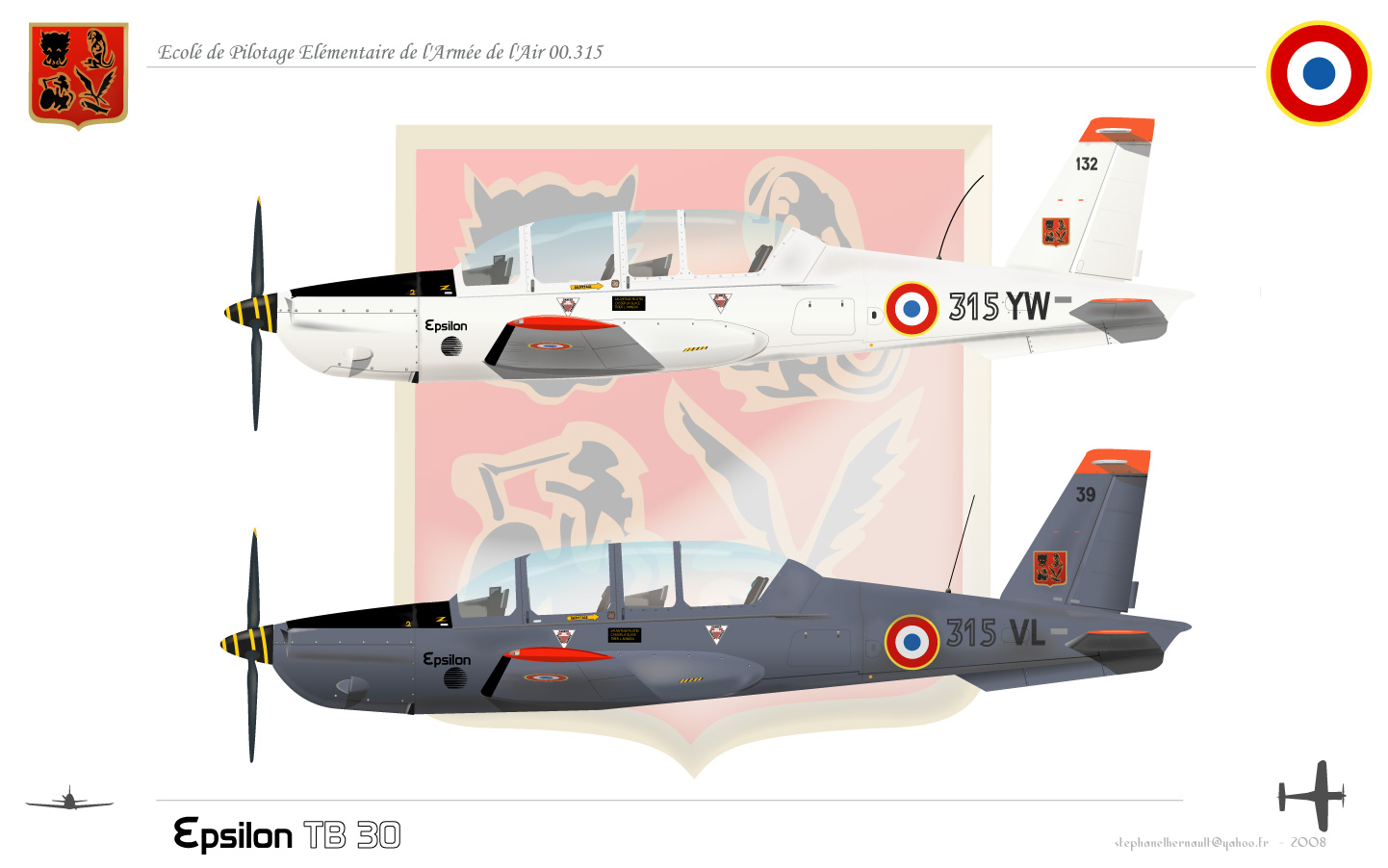
Socata TB-30 Epsilon aux couleurs de l'École de pilotage élémentaire de l'Armée de l'air 00.315

- Armée de l'air française - 150 TB-30B Epsilon reçus à partir de 1983. Basés sur la Base aérienne 709 de Cognac-Châteaubernard, ils étaient opérés par l'École de pilotage de l'Armée de l'air (EPAA). L'appareil entra en service le 7 juin 1984 et l'entraînement des pilotes commença en septembre de la même année[1].  Au moins 11 appareils ont été perdus dans des accidents entre 1986 et 2007[3]. La patrouille acrobatique Cartouche Doré (1989-2016) était dotée de trois TB-30. 32 appareils étaient en service en 2018 (34 en 2012). Remplacé par l'avion suisse Pilatus PC-21 en 2019, il a été officiellement retiré du service opérationnel lors d'une cérémonie qui a eu lieu le 24 septembre 2019 sur la Base aérienne 709 de Cognac-Chateaubernard.

L'école de pilotage de l'armée de l'air sur la base aérienne 709 à Cognac a connu le 13 juin 2006 son quatrième atterrissage forcé en six ans dû à une fuite d'huile qui a provoqué la rupture d'un cylindre puis de l'arbre à came du moteur dont la fiabilité est désormais en question. Il s'agissait en fait d'un problème au système CHRISTEN, permettant la lubrification du moteur quelle que soit la position de l'avion. Une pièce avait été "oubliée" chez l'industriel. Ce problème est désormais écarté, puisqu'à chaque arrivée d'un avion dans l'unité, une procédure impose la vérification des points vitaux des moteurs[réf. nécessaire].
Le parc d'Epsilon TB-30 était complété par des Grob G 120A depuis mars 2007. Depuis cette même année, la maintenance de ces avions de l'armée de l'air était assurée par les sociétés EADS et sa filiale ECATS à la suite de l'externalisation des outils de formation des pilotes.
Un appareil aux couleurs de l'escadrille 9/72 Petit Prince est placé à l'été 2024 sur la place François Ier de Cognac à l'occasion du 90e anniversaire de l'Armée de l'Air et de l'Espace et du 80e de la disparition en mission d'Antoine de Saint-Exupéry.

### Civils
La société française Apache Aviation a acheté, et fait modifier, six TB-30B pour proposer la formation UPRT (Upset Prevention and Recovery Training), obligatoire pour les compagnies aériennes à partir de 2019.